# Pamul konnun szonbi
A Pamul konnun szonbi (hangul: 밤을 걷는 선비, RR: Bameul geonneun seonbi), angol címén Scholar Who Walks the Night, 2015 júliusában az MBC csatornán bemutatott történelmi-fantasy sorozat, fúziós szaguk (sageuk) I Dzsungi (Lee Jun-gi), Sim Cshangmin (Shim Chang-min), I Szuhjok (Lee Su-hyeok), I Jubi (Lee Yu-bi) és Kim Szoun (Kim So-eun) főszereplésével. A sorozat Cso Dzsuhi (Jo Joo-hee) és Han Szunghi (Han Seung-hee) azonos című manhvája (manhwája) alapján készült.

## Történet
Kim Szongjol (Kim Seong-yeol) magas rangú tisztviselő  a Csoszon (Joseon)-korban, Csonghjon (Jeonghyeon) herceg legjobb barátja. Nem sokkal esküvője előtt Szongjol (Seongyeol) megtudja, hogy a palota alatt egy nagy hatalmú vámpír, Kü (Gwi) él, aki kezében tartja az egész királyságot, évszázadok óta. A herceg megesküdött, hogy megszabadul a vérszívótól, és ehhez Szongjol (Seongyeol) segítségét kéri. Egy őrző vámpír, Heszo (Hae-seo) elmondja, hogy létezik egy terv, amivel meg lehet szabadulni Kütől (Gwi), a vámpír azonban még az előtt végez a herceggel és az őrzővel, hogy továbbadhatnák a tervet a férfinak. Heszo (Hae-seo) utolsó erejével megharapja Szongjol (Seongyeol)t, aki így maga is vámpírrá változik. Fekete köpenye segítségével képes a napfényben járni, és mintegy 120 éven keresztül keresi kétségbeesetten a titkos tervet rejtő naplót és él búskomorságban, miután Kü (Gwi) miatt elveszíti a szerelmét. 
120 évvel az események után a fővárosban Szongjol (Seongyeol) rábukkan a titkos terv nyomára, ezért a város legügyesebb könyvkereskedőjét, Cso Jangszon (Jo Yang-seon)t megfizeti, hogy kutassa fel a könyvet kapcsolatai segítségével. Jangszon (Yangseon) valójában lány, aki férfinak öltözve tartja el a családját. Az események felgyorsulnak, amikor a jelenlegi koronaherceg, Jun (Yun) is bekapcsolódik a titkos terv keresésébe, és kiderül, hogy a könyvkereskedő lánynak kulcsszerepe lehet Kü (Gwi) legyőzésében. Szongjol (Seongyeol) akaratán kívül megszereti a cserfes lányt, azonban felbukkan halott szerelmének hasonmása, akit Kü (Gwi) manipulál, hogy segítségével csapdába csalja Szongjol (Seongyeol)t.

## Szereplők
- I Dzsungi (Lee Jun-gi) mint Kim Szongjol (Kim Seong-yeol)
- Sim Cshangmin (Shim Chang-min) mint I Jun (Lee Yoon) herceg
- I Szuhjok (Lee Su-hyeok) mint Kü (Gwi)
- I Jubi (Lee Yu-bi) mint Cso Jangszon (Jo Yang-seon)
- Kim Szoun (Kim So-eun) mint Cshö Hjerjong/I Mjonghi (Choi Hye-ryeong/Lee Myeong-hee)
- Csang Hidzsin (Jang Hee-jin) mint Szuhjang (Su-hyang)
- I Szundzse (Lee Sun-jae) mint Hjondzso (Hyeonjo) király
- Kim Mjonggon (Kim Myeong-gon) mint No Cshangszon (No Chang-seon)
- Szon Csonghak (Son Jong-hak) mint Cshö Csholdzsung (Choi Cheol-jung)
- Cshö Thehvan (Choi Tae-hwan) mint Hodzsin (Ho-jin)
- I Hjonu (Lee Hyeon-u)  mint Csonghjon (Jeonghyeon) herceg (cameo, 1. rész)
- Jang Ikcsun (Yang Ik-jun) mint Heszo (Hae-seo) (cameo, 1. rész)